# Oblast Brjansk
Koordinaten: 52° 56′ N, 33° 17′ O
Die Oblast Brjansk (russisch Брянская область Brjanskaja oblast) ist eine Oblast im südwestlichen Russland. Sie wurde am 5. Juli 1944 gegründet und grenzt an die Ukraine und Belarus.
Die Oblast ist Teil der Osteuropäischen Ebene; der wichtigste Fluss ist die Desna, die in den Dnepr mündet. Die Oblast ist dicht bewaldet, die Wälder von Brjansk (so auch der Titel der Hymne der Oblast) waren im Zweiten Weltkrieg eines der wichtigsten Partisanenverstecke. Durch die Katastrophe von Tschernobyl wurde die Region stark radioaktiv verstrahlt. Während der Wald- und Torfbrände in Russland 2010 gerieten einige kontaminierte Gebiete in Brand.

## Wirtschaft
Bedeutende Wirtschaftszweige stellen der Maschinenbau und die Glaserzeugung dar, landwirtschaftlich sind der Getreide- und Kartoffelanbau sowie die Viehzucht bedeutend. Etwa die Hälfte des sehr fruchtbaren Bodens wird für die Landwirtschaft genutzt, ein Drittel sind Wälder. Die Oblast Brjansk wird von zwei Öl- und sechs Gaspipelines durchquert.

## Verwaltungsgliederung und Städte
Die Oblast ist in 6 Stadtkreise und in 27 Rajons unterteilt.
Die bedeutendsten Städte der Oblast neben ihrem Verwaltungszentrum und zugleich der einzigen Großstadt Brjansk sind Klinzy und Nowosybkow. Insgesamt gibt es 16 Städte und 24 Siedlungen städtischen Typs.
| Name       | Russisch   | Einwohner (14. Oktober 2010) |
| ---------- | ---------- | ---------------------------- |
| Brjansk    | Брянск     | 415.721                      |
| Klinzy     | Клинцы     | 62.510                       |
| Nowosybkow | Новозыбков | 40.553                       |
| Djatkowo   | Дятьково   | 29.439                       |
| Unetscha   | Унеча      | 26.197                       |

## Bevölkerung
Bei den letzten russischen Volkszählungen in den Jahren 2010 und 2021 gab es eine Bevölkerungszahl von 1.278.217 respektive 1.169.161 Bewohnern. Somit sank die Einwohnerzahl in diesen elf Jahren um 109.056 Personen (−8,5 %). Die Verteilung der verschiedenen Volksgruppen sah folgendermaßen aus:
| Nationalität    | VZ 1989   | Prozent | VZ 2002   | Prozent | VZ 2010   | Prozent | VZ 2021   | Prozent |
| --------------- | --------- | ------- | --------- | ------- | --------- | ------- | --------- | ------- |
| Russen          | 1.410.960 | 95,98   | 1.328.448 | 96,34   | 1.210.136 | 94,67   | 1.012.542 | 86,60   |
| Ukrainer        | 27.122    | 1,84    | 20.214    | 1,47    | 13.769    | 1,08    | 5.188     | 0,44    |
| Armenier        | 825       | 0,06    | 3.618     | 0,26    | 4.592     | 0,36    | 3.500     | 0,29    |
| Roma            | 2.925     | 0,20    | 3.572     | 0,26    | 3.839     | 0,30    | 2.893     | 0,24    |
| Belarussen      | 11.299    | 0,77    | 7.733     | 0,56    | 5.510     | 0,43    | 2.106     | 0,18    |
| Aserbaidschaner | 1.162     | 0,08    | 2.376     | 0,17    | 2.574     | 0,20    | 1.597     | 0,13    |
| Moldawier       | 1.057     | 0,07    | 1.157     | 0,08    | 1.450     | 0,11    | 821       | 0,07    |
| Usbeken         | 542       | 0,04    | 369       | 0,03    | 1.285     | 0,10    | 732       | 0,06    |
| Tataren         | 875       | 0,06    | 1.173     | 0,09    | 952       | 0,07    | 558       | 0,04    |
| Juden           | 6.731     | 0,46    | 2.339     | 0,17    | 1.407     | 0,11    | 541       | 0,04    |
| Einwohner       | 1.470.129 | 100,00  | 1.378.941 | 100,00  | 1.278.217 | 100,00  | 1.169.161 | 100,00  |

Anmerkung: die Anteile beziehen sich auf Gesamtzahl der Einwohner mitsamt dem Personenkreis, der keine Angaben zu seiner ethnischen Zugehörigkeit gemacht hat (2002 1.851 Personen, 2010 26.825 Personen und 2021 112.986 Personen)
Die Ergebnisse des letzten Zensus 2021 sind umstritten, nach Umfragen des Lewada-Zentrums hat fast die Hälfte der Bewohner Russlands nicht an der Befragung teilgenommen, obwohl Rosstat eine Beteiligung von 99 % vermeldete. Es ist davon auszugehen, dass die immer größer werdende Gruppe derer, die keine Angaben zur ethnischen Zugehörigkeit gemacht hat, ethnisch etwa gleich zusammengesetzt ist wie die Gruppe derer, die Angaben gemacht haben. Die Bevölkerung des Gebiets besteht heute also fast komplett aus Russen. Die Ukrainer waren lange die einzige nennenswerte ethnische Minderheit in der Oblast Brjansk. Ihre Zahl – wie auch jene der Belarussen und Juden – sinkt (wie in ganz Russland) allerdings stark. Der Rückgang wird aber nicht auf Migration, sondern auf eine Reihe von Faktoren, insbesondere eine zunehmende Assimilation zurückgeführt.